# Deuterotòcia
Deuterotòcia és una forma de partenogènesi en la qual la femella té descendents dels dos sexes.